# Apatura namouna
Apatura namouna är en fjärilsart som beskrevs av Doubleday 1845. Apatura namouna ingår i släktet Apatura och familjen praktfjärilar. Inga underarter finns listade i Catalogue of Life.